# Engelhirsch
Engelhirsch (mundartlich: Englhirsch) ist ein Gemeindeteil der Marktgemeinde Weitnau im bayerisch-schwäbischen Landkreis Oberallgäu.

## Geographie
Der Weiler liegt circa 1,5 Kilometer nordöstlich des Hauptorts Weitnau. Durch die Streusiedlung verläuft die Bundesstraße 12. Nördlich von Engelhirsch befindet sich der Höhenzug Sonneck bzw. Sonneneck.

## Ortsname
Der Ortsname stammt vom mittelhochdeutschen Personennamen Engelhere und bedeutet Ansiedlung des Engelhere.

## Geschichte
Engelhirsch wurde erstmals im Jahr 1173 als in Engilheres urkundlich erwähnt als das Kloster Isny Besitz von eintretenden Möchen hier erhielt. 1394 bezog das Kloster Kempten Zins in Engelhirsch und hatte ab spätesten 1451 einen Lehengut im Ort. 1451 saßen auch rothenfelsische Eigenleute in Egelhirsch. 1551 kaufte hier die Herrschaft Trauchburg Gülte vom Kloster Schaffhausen. Seit mindestens dem späten Mittelalter gehörte der Ort in Hoher und Niederer Gerichtsbarkeit zur Herrschaft Trauchburg. 1735 fand die Vereinödung des Orts statt.